# Pelayo
Pelayo, latinsky Pelagius (pravděpodobně 685–737) byl vizigótský šlechtic, zakladatel Asturského království, jemuž kraloval od roku 718 až do své smrti roku 737. Jeho vítězstvím v bitvě u Covadongy roku 722 začala tzv. reconquista, tedy vytlačení Maurů z Pyrenejského poloostrova. Není ovšem jisté, zda Pelayovi šlo skutečně o christianizaci své říše nebo spíše o obnovu Vizigótského království. O Pelayově životě pojednávají dva prameny, latinské kroniky Codex Vigilanus a Chronica Adefonsi tertii regis. Zejména druhý zdroj je však historiky považovaný na nepříliš důvěryhodný, především nadhodnocuje význam vítězství v bitvě u Covadongy, která byla pravděpodobně jen málo významným střetem s arabskou trestnou výpravou. Nepochybné však je, že šlo o první křesťanské vítězství po velmi dlouhé sérii porážek. I proto je Pelayo španělským národním hrdinou, v anketě Největší Španělé historie obsadil 44. místo.